# Gerald Finzi
Gerald Raphael Finzi (ur. 14 lipca 1901 w Londynie, zm. 27 września 1956 w Oksfordzie) – brytyjski kompozytor.

## Życiorys
Urodził się w rodzinie o korzeniach żydowskich, deklarował się jednak jako agnostyk. Studiował u Ernesta Farrara (1915–1916), Edwarda Bairstowa (1918–1922) i R.O. Morrisa (1925). Od 1930 do 1933 roku wykładowca Królewskiej Akademii Muzycznej w Londynie. W 1940 roku założył zespół Newbury String Players, specjalizujący się w wykonawstwie muzyki XVIII-wiecznej. W latach 1941–1945 pracownik Ministerstwa Transportu Wojennego. Podczas II wojny światowej w swoim domu udzielał schronienia uchodźcom z terenu Niemiec i Czech. W 1951 roku zdiagnozowano u niego chłoniak Hodgkina, pomimo choroby nie zaprzestał jednak komponowania.
Wydał dzieła kompozytorów angielskich XVIII wieku: Williama Boyce’a, Capela Bonda, Johna Gartha, Richarda Mudge’a, Johna Stanleya i Charlesa Wesleya. Był pacyfistą i bibliofilem.
Tworzył w stylu neobarokowym. W jego muzyce widoczne są nawiązania do twórczości Ralpha Vaughana Williamsa (w zakresie harmoniki) i Edwarda Elgara (w zakresie kształtowania frazy muzycznej).

## Wybrane kompozycje
(na podstawie materiałów źródłowych)
|  | - Severn Rhapsody na orkiestrę kameralną (1924) - Introit na skrzypce i małą orkiestrę (1935, wersja zrewidowana 1945) - New Year Music, nokturn (1926) - Romance na smyczki (1928) - The Fall of the Leaf, elegia (1929) - Koncert na klarnet i orkiestrę smyczkową (1949) - Grand Fantasia and Toccata na fortepian i orkiestrę (1954) - Koncert wiolonczelowy (1956) - Interlude na obój i kwartet smyczkowy (1936) - Prelude and Fugue na trio smyczkowe (1942) - 5 Bagatelles na klarnet i fortepian (1938–1943) - Elegy na skrzypce i fortepian (1940) | - Children’s Songs na chór i fortepian (1920–1921) - Requiem da camera na baryton, chór i orkiestrę (1924) - Two Sonnets na tenora lub sopran i małą orkiestrę (ok. 1928) - 3 Short Elegies na chór a cappella (1936) - cykle pieśni na głos i fortepian do słów Thomasa Hardy’ego i Williama Shakespeare’a - 2 sonety na tenora i małą orkiestrę do słów Johna Miltona (1936) - Dies natalis, kantata na sopran i orkiestrę smyczkową (1939) - Farewell to Arms, introdukcja i aria na tenora i małą orkiestrę (1945) - Festival Anthem na chór mieszany i orkiestrę lub organy (1946) - Ode for St Cecilia’s Day, oda na tenora, chór i orkiestrę (1947) - Intimations of Immortality, oda na tenora, chór i orkiestrę (1950) - Magnificat na chór i orkiestrę lub organy (1950) - God is gone up, anthem na chór i organy (1951) - All this night, motet na chór (1951) - Welcome sweet and sacred feast, anthem na chór i organy (1953) - White-flowering days na chór (1953) - In terra pax, sceny na Boże Narodzenie na sopran, baryton, chór, smyczki, harfę i talerze; 2. wersja na orkiestrę z kotłami, perkusję, harfę i czelestę (1956) |